# أنتونيو كارلوس زاغو
أنتونيو كارلوس زاغو (بالبرتغالية: Antônio Carlos Zago) (مواليد 18 مايو 1969) هو لاعب كرة قدم. يلعب مع منتخب البرازيل لكرة القدم منذ عام 1991.

## وصلات خارجية
- أنتونيو كارلوس زاغو على موقع الاتحاد الدولي (مؤرشف)  (الإنجليزية)
- أنتونيو كارلوس زاغو على موقع اتحاد تركيا (لاعب) (الإنجليزية)
- أنتونيو كارلوس زاغو على موقع رابطة كرة القدم اليابانية للمحترفين (اليابانية)
- أنتونيو كارلوس زاغو على موقع قاعدة بيانات كرة القدم.إي يو (الإنجليزية)
- أنتونيو كارلوس زاغو على موقع ليكيب (الفرنسية)
- أنتونيو كارلوس زاغو على موقع ناشيونال فوتبول تيمز (الإنجليزية)
- أنتونيو كارلوس زاغو على موقع Soccerway.com (الإنجليزية)
- أنتونيو كارلوس زاغو على موقع عالم كرة القدم.نت (الإنجليزية)
- National Football Teams